# محمد بوحزب
محمد بوحيزب (عربی: محمد بوحيزب؛ ۲۷ مه ۱۹۴۲ – ۱۹۹۶) بازیکن فوتبال اهل الجزایر بود.
از باشگاه‌هایی که در آن بازی کرده‌است می‌توان به باشگاه فوتبال مولودیه وهران اشاره کرد.
وی همچنین در تیم ملی فوتبال الجزایر بازی کرده‌است.